# Babysan
Babysan（ベビーさん）は戦後日本に駐留するアメリカ海軍兵士と日本人美女の間のやりとりを描いた半ポルノ的コミック作品。ビル・ヒューム作。アメリカ海軍の新聞Navy Timesの極東版に連載され、後に本として日本とアメリカで出版され（1953年、1956年）、1953年から1955年までに18版を重ねた。
純朴な男性アメリカ人兵士らが、日本人女性（「ベビーさん」）に誘惑され振り回される喜劇を描く。
本としては『Babysan: A Private Look at the Japanese Occupation』と『Babysan's World: the Hume'n SLANT on Japan』の2冊にまとめられている。1枚のコミックストリップに対し1ページの説明書きが添えられた構成。チャールス・E・タットル社出版。
Baby-sanとハイフン付きの表記もある。日本語ではベビーさん、ベビーサン、ベビサン、ベビさん、ベイビーさんなど。
Babyは英語で「可愛い女性」という意味。「san」の部分は日本語の敬称「さん」である。

## 登場人物
「ベビーさん」として表現されているのは当時パンパンと呼ばれた性労働者である。年齢は15歳から25歳。外見上は、洋服に下駄が典型的な服装で、腰が細く脚が長く乳房が垂れていない。作者ヒュームによれば、ベビーさんは娼婦ではなく芸者にヒントを得たキャラクターである。
ベビーさんは従順な少女のようであると同時に奔放でもあり、兵士を手玉にとる悪女のように描写されてもいる。これはエドワード・サイードが『オリエンタリズム』で論じた、西洋における東洋女性の伝統的表象と一致する。一方でアメリカ化した戦後日本を反映して、「謎めいた東洋」の要素は見られない。高見順によれば、現実のパンパンにしばしば見られた悪辣さがベビーさんのキャラクターには込められておらず、むしろ可愛らしく描かれている。
登場する兵士は全て白人男性で、軍人として低い階級にある。
作中での兵士とベビーさんの間の交遊は兵士の日本駐留中の一時的なものにすぎず、それ以上の長期的な関係ではない。

## 反応
日本、韓国に滞在するアメリカ軍兵士の間で人気を博した。佐世保では1954年に海賊版が売られるほどの人気だったという。1953年には日本の米軍基地の購買施設で販売が禁止された。
作家の高見順は1955年にこの漫画が空港で売られている現状を憂いて、「ヒューム氏のような日本に好意と愛情を持った人にさえ、パンパンを描かせている、そういう日本の現実に（略）はげしい恥を私は感じないではいられなかった」と評した。評論家石垣綾子は長らくゲイシャ（芸妓）の接待が日本の名物として海外に紹介されていたことがこの作品に影響した可能性を指摘した。
ベビーさんの描き方が日本人女性に対して侮辱的だとして、主婦連合会、全国地域婦人団体連絡協議会などが非難した。日本交通公社出版部業務課長は日本文化の誤解につながるため「非常に迷惑」と述べ、悪書追放運動の対象とすることを提案した。